# Schrottwert

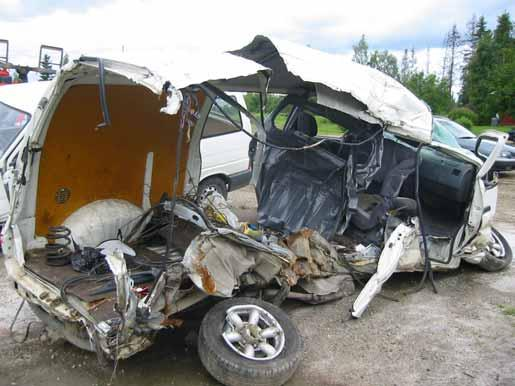
Fahrzeug besitzt nur noch Schrottwert

Der Schrottwert oder Wrackwert bezeichnet den geschätzten Wert eines Fahrzeugs oder einer Anlage, die voraussichtlich nicht mehr instandsetzbar sind. Der Schrottwert ist kein am Markt ausgehandelter Preis, sondern ein geschätzter Wert.

## Feststellung des Schrottwerts
Der Schrottwert eines Fahrzeugs ist entscheidend bei der versicherungsrelevanten Frage, ob nach einem Unfall ein Totalschaden vorliegt. Der Wert eines nicht mehr aufbaufähigen Fahrzeugwracks entsteht durch die Möglichkeit, das Wrack als Ersatzteilspender zu verwerten. Addiert man dann noch den Rohstoffwert und zieht eine gewisse Händlerspanne und Entsorgungskosten ab, ergibt sich der objektive Wrackwert. Der objektive Wrackwert ist ein empirisch ermittelter Wert.
Ein Restwert, oft gleichzusetzen mit Schrottwert, ist der Händlereinkaufswert des beschädigten Fahrzeuges als repräsentativer Durchschnittspreis am Markt.
Bei Handelsschiffen bemisst sich der Schrottwert nach dem Gewicht und dem voraussichtlichen Wert des verbauten Stahls.